# 丹·吉尔罗伊
丹尼爾·克里斯多福·吉洛伊:124（1959年6月24日—）是一位美國編劇兼電影導演。他最廣為人知的作品為自編自導的《獨家腥聞》（2014年），該片讓吉洛伊獲得或入圍多個獎項，如第87屆奧斯卡金像獎的最佳原創劇本獎（入圍）等。在成為導演前，吉洛伊主要擔任編劇，作品包含《雷霆穿梭人》（1992年）、《瘋狂大追擊》（1994年）、《金錢遊戲》（2005年）、《魔幻旅程》（2006年）、《鋼鐵擂台》（2011年）及《神鬼認證4》（2012年）。2017年，吉洛伊撰寫了電影《金剛：骷髏島》的劇本，並自編自導了《羅曼律師》。他的妻子蕾妮·羅素自1992年兩人邂逅並結婚後就一直與他合作。

## 早期生活與學業
丹尼爾·克里斯多福·吉洛伊於1959年6月24日出生於美國加利福尼亞州的聖塔莫尼卡:124，父親為曾獲普立茲獎的劇作家法蘭克·D·吉洛伊，母親則是雕塑家兼作家露絲·多蘿西·蓋道斯（Ruth Dorothy Gaydos）。吉洛伊的哥哥東尼·吉洛伊是一位編劇兼導演，而他的雙胞胎兄弟約翰·吉洛伊則是一位電影剪輯師。吉洛伊回憶，幼時看見父親在家全職寫作，讓他決定踏上編劇這條路。吉洛伊在紐約的華盛頓維爾 (紐約州)成長，並在那就讀華盛頓維爾中學。1981年，他畢業於達特茅斯學院。吉洛伊與他父親一樣，都獲得了英語文學學位。在達特茅斯學院，吉洛伊與後來成為《波士頓環球報》影評人的泰·布爾是同學，且參加了影評人大衛·湯姆森開的課。他對維多利亞時代的文學作品有著強烈的興趣，其中以查爾斯·狄更斯、安東尼·特洛勒普與喬治·艾略特的作品為主。

## 事業

### 電影
吉洛伊的編劇處女作為與史蒂芬·帕斯費爾德和羅納德·舒歇特一同編劇的科幻驚悚片《雷霆穿梭人》（1992年）。該片由傑夫·墨菲執導，劇情改編自羅伯特·謝克里的1959年小說《永生有限公司》。在拍片時，他與《雷霆穿梭人》的主演之一蕾妮·羅素邂逅，並於1992年結為連理。繼《雷霆穿梭人》後，吉洛伊接連撰寫了《瘋狂大追擊》（1994年）、《金錢遊戲》（2005年）及《魔幻旅程》（2006年）的劇本。《芝加哥太陽報》的影評人羅傑·伊伯特在給予《金錢遊戲》好評的同時也稱讚了吉洛伊的劇本。接著，吉洛伊與傑瑞米·李文合作編寫《鋼鐵擂台》（2011年）的劇本。該片由薛恩·李維執導，劇情改編自李察·麥森的短篇小說《鋼鐵》（Steel）。2012年，他與哥哥東尼·吉洛伊一同編劇的電影《神鬼認證4》上映。吉洛伊的雙胞胎兄弟約翰·吉洛伊出任該片的剪輯師。《神鬼認證4》由東尼·吉洛伊執導，劇情靈感源自勞勃·勒德倫的《神鬼認證》系列小說。《多倫多星報》的影評人彼得·豪威（Peter Howell）批評該片的劇本「瞎扯和空話太多，動作場面太少」。
吉洛伊的導演處女作《獨家腥聞》於2014年上映，由傑克·葛倫霍、蕾妮·羅素與里茲·阿邁德主演。他也創作了該片的劇本。該片講述專門拍攝犯罪事件照片的自由記者盧（Lou，葛倫霍飾演）的故事。吉洛伊在於1988年讀完相片書《赤裸城市》（Naked City，收錄美國攝影師Weegee一系列1940年代拍攝晚上的紐約市市民的照片）後開始構思劇本。他並沒有立即開始寫劇本，直到兩年後搬家至洛杉磯後才開始動筆。當時吉洛伊在電視上看到大量的暴力事件。據吉洛伊的說法，這部電影就像是現代版的Weegee的成功故事，以及有關資本主義風險的警世故事。《獨家腥聞》在上映後收穫各方好評，吉洛伊的劇本也廣受讚譽，他在第87屆奧斯卡金像獎頒獎典禮上入圍最佳原創劇本獎。
2017年，吉洛伊與麥斯·博倫斯坦和德瑞克·康納利一同為喬丹·沃格特-羅伯茲執導的冒險電影《金剛：骷髏島》編劇，並自編自導了由丹佐·華盛頓擔綱主演的法庭劇情片《羅曼律師》。《羅曼律師》講述一位律師在老搭檔過世後，因新搭檔不擇手段的態度而身陷危機。在對許多美國人反對或提倡某些個人或團體權利的1960年代進行大量考察後，吉洛伊開始構思該片。《羅曼律師》的劇本起初是一部待售劇本，其中的主角是專門為華盛頓設計的。吉洛伊曾表示，若華盛頓拒絕接演這個角色，自己就不拍這部電影。在於多倫多國際影展（TIFF）首映後，吉洛伊認為原先的版本過度聚焦在角色身上，便剪掉了13分鐘的片長好讓劇情更緊湊。該片上映後，華盛頓的演技收穫普遍影評人的好評，但外界對吉洛伊的劇本的評價則褒貶不一，《滾石》雜誌的影評人彼得·崔維斯稱讚其是一部「超越普通議題的法律驚悚片」，反之《娛樂週刊》的克里斯·納什瓦提（Chris Nashawaty）認為該片令人失望。2017年6月，據報導，吉洛伊將自編自導一部未公開的電影，由葛倫霍與吉洛伊的妻子羅素主演，並由Netflix製片。2018年1月，該片的片名《絲絨電鋸》公開，於2019年2月1日上映。

### 其他
吉洛伊曾是胎死腹中的電影《超人的生活》的編劇之一，因此他後來出演了講述該片失敗歷程的紀錄片《超人復活夭折記》（2015年）。2011年，據報導，他將撰寫漫畫改編電影《毀滅者》（The Annihilator）的劇本。

## 私人生活
自1992年結婚以來，吉洛伊與妻子蕾妮·羅素便一直住在洛杉磯。兩人育有一位女兒蘿絲（Rose），是位模特兒。吉洛伊的父親法蘭克·D·吉洛伊於2015年9月12日在紐約門羅鎮自然死亡，享年89歲。

## 電影作品列表
| 年份   | 片名             | 身份                 | 備註                                                      | 來源                        |
| ------ | ---------------- | -------------------- | --------------------------------------------------------- | --------------------------- |
| 1992年 | 《雷霆穿梭人》   | 編劇之一             | 與史蒂芬·帕斯費爾德和羅納德·舒歇特合作                    | [ 2 ]                       |
| 1994年 | 《瘋狂大追擊》   | 編劇之一             | 與喬·巴特爾（Joe Batteer）和約翰·萊斯（John Rice）合作                        | [ 39 ]                      |
| 2005年 | 《金錢遊戲》     | 編劇、執行製片人之一 | 與蓋·麥克艾文、大衛·C·羅賓森和蕾妮·羅素一同擔任執行製片人 | :141                        |
| 2006年 | 《魔幻旅程》     | 編劇之一             | 與尼可·索塔納基斯（Nico Soultanakis）合作                                 | [ 41 ]                      |
| 2011年 | 《鋼鐵擂台》     | 故事編劇之一         | 與傑瑞米·李文合作                                         | [ 12 ]                      |
| 2012年 | 《神鬼認證4》    | 編劇之一             | 與哥哥東尼·吉洛伊合作                                     | [ 13 ]                      |
| 2014年 | 《獨家腥聞》     | 導演、編劇           | 導演處女作                                                | [ 15 ]                      |
| 2017年 | 《金剛：骷髏島》 | 編劇之一             | 與麥斯·博倫斯坦和德瑞克·康納利合作                        | [ 20 ]                      |
| 2017年 | 《羅曼律師》     | 導演、編劇           | 原片名為《祕密城市》（Inner City）                                  | [ 22 ]                      |
| 2019年 | 《絲絨電鋸》     | 導演、編劇           |                                                           | [ 30 ] [ 31 ] [ 32 ] [ 34 ] |

## 榮譽
此處僅列出重要獎項：
| 年份   | 獎項                       | 類別             | 作品         | 結果  | 來源   |
| ------ | -------------------------- | ---------------- | ------------ | ----- | ------ |
| 2014年 | 第10屆奧斯汀影評人協會獎   | 最佳原創劇本獎   | 《獨家腥聞》 | 獲獎  | [ 42 ] |
| 2014年 | 第35屆波士頓影評人協會獎   | 最佳電影界新人   | 《獨家腥聞》 | 獲獎  | [ 43 ] |
| 2014年 | 第9屆IndieWire影評人投票獎 | 最佳劇本獎       | 《獨家腥聞》 | 第9名 | [ 44 ] |
| 2014年 | 第19屆聖地牙哥影評人協會獎 | 最佳導演獎       | 《獨家腥聞》 | 獲獎  | [ 45 ] |
| 2014年 | 第19屆聖地牙哥影評人協會獎 | 最佳原創劇本獎   | 《獨家腥聞》 | 獲獎  | [ 45 ] |
| 2014年 | 第16屆鄉村之聲電影投票獎   | 最佳劇本獎       | 《獨家腥聞》 | 第3名 | [ 46 ] |
| 2014年 | 第11屆聖路易斯影評人協會獎 | 最佳原創劇本獎   | 《獨家腥聞》 | 提名  | [ 47 ] |
| 2015年 | 第87屆奧斯卡金像獎         | 最佳原創劇本獎   | 《獨家腥聞》 | 提名  | [ 19 ] |
| 2015年 | 第30屆獨立精神獎           | 最佳劇本獎       | 《獨家腥聞》 | 獲獎  | [ 48 ] |
| 2015年 | 第20屆評論家選擇電影獎     | 最佳原創劇本獎   | 《獨家腥聞》 | 提名  | [ 49 ] |
| 2015年 | 第27屆芝加哥影評人協會獎   | 最具前途的電影人 | 《獨家腥聞》 | 提名  | [ 50 ] |
| 2015年 | 第4屆喬治亞影評人協會獎    | 最佳原創劇本獎   | 《獨家腥聞》 | 獲獎  | [ 51 ] |
| 2015年 | 第14屆金德比獎             | 最佳原創劇本獎   | 《獨家腥聞》 | 提名  | [ 52 ] |
| 2015年 | 第8屆休斯頓影評人協會獎    | 最佳劇本獎       | 《獨家腥聞》 | 提名  | [ 53 ] |
| 2015年 | 第35屆倫敦影評人協會獎     | 年度最佳編劇     | 《獨家腥聞》 | 提名  | [ 54 ] |
| 2015年 | 第19屆衛星獎               | 最佳原創劇本獎   | 《獨家腥聞》 | 獲獎  | [ 55 ] |

## 外部連結
- 丹·吉洛伊在互联网电影资料库（IMDb）上的資料（英文）